# Roland van Vliet
Rudolf Aleida (Roland) van Vliet (Susteren, 25 november 1969) is een Nederlands voormalig politicus. Hij was van 17 juni 2010 tot 20 maart 2014 namens de Partij voor de Vrijheid (PVV) lid van de Tweede Kamer der Staten-Generaal. Per 20 maart 2014 ging Van Vliet als onafhankelijk Kamerlid verder.

## Loopbaan
Van Vliet bezocht tussen 1982 en 1988 het Gymnasium Coriovallum College in Heerlen. Na zijn studie fiscaal recht aan de Rijksuniversiteit Maastricht was Van Vliet werkzaam als belastingadviseur, fiscaal bankier en bedrijfsfiscalist bij diverse bedrijven. In de Tweede Kamer wilde hij zich naar eigen zeggen vooral inzetten voor een eenvoudiger belastingstelsel.

### Politiek
Van Vliet stond op de tweede plaats van de kieslijst van de PVV bij de Provinciale Statenverkiezingen van 2011 in de provincie Limburg. Hiermee was hij ook kandidaat-gedeputeerde voor die provincie. Hij had aangegeven dat als hij zou toetreden tot de Gedeputeerde Staten, hij dan zijn Kamerzetel zou opgeven. Later gaf hij aan toch niet beschikbaar te zijn als gedeputeerde, en lid van de Tweede Kamer te blijven.
In juli 2011 stopte Van Vliet als Statenlid, omdat hij de combinatie met het Kamerlidmaatschap te zwaar vond.

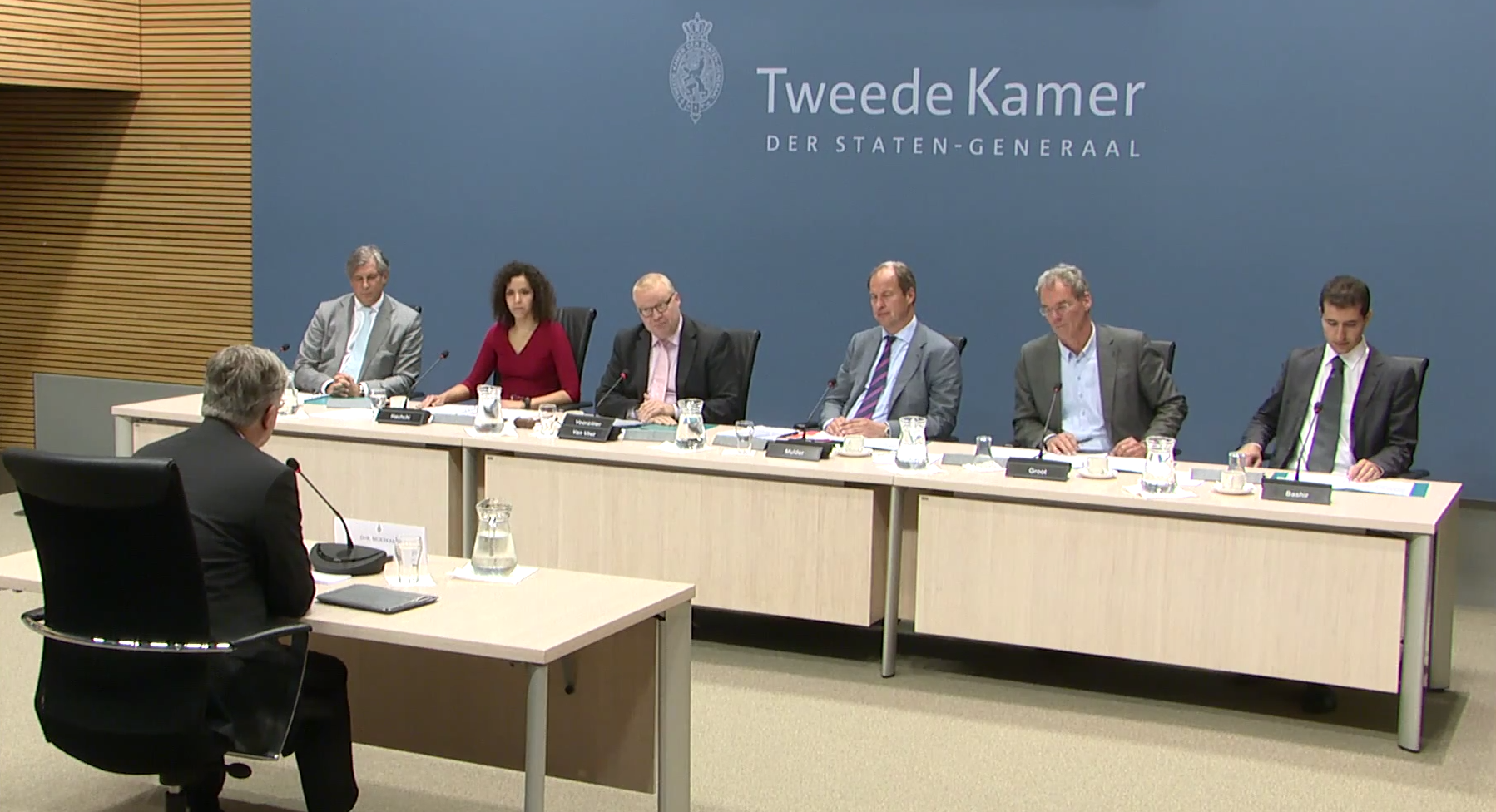
De enquêtecommissie tijdens het openbaar verhoor van Arnold Moerkamp op 4 juni 2014.

Van Vliet was voorzitter van de op 16 april 2013 ingestelde Parlementaire enquêtecommissie Woningcorporaties, die onderzoek doet naar de opzet en het functioneren van het stelsel van woningcorporaties. De openbare verhoren door de Parlementaire enquêtecommissie Woningcorporaties vingen aan op 4 juni 2014. Het eindrapport van de commissie werd op 30 oktober 2014 door Van Vliet gepresenteerd.
In november 2013 ontstond commotie nadat Van Vliet op Twitter over een bepaalde groep asielzoekers had gezegd dat ze wat hem betreft 'eruit gestampt' moesten worden. Later verwijderde hij de tweet en bood zijn excuses aan. De SP riep de groep vluchtelingen op aangifte te doen.

### Onafhankelijk
Op 20 maart 2014 stapte Van Vliet uit de PVV naar aanleiding van de uitspraak van PVV-leider Geert Wilders tijdens de gemeenteraadsverkiezingen over 'minder Marokkanen'.
Op 17 september 2015 complimenteerde premier Mark Rutte Van Vliet, omdat hij als enige eenmansfractie een herkenbare tegenbegroting vanuit een wat rechtse invalshoek heeft ingediend.
Op 28 april 2016 werd Van Vliet lid van de VVD, maar hij sloot zich niet aan bij de Tweede Kamerfractie van de partij. Hij zegde zijn lidmaatschap eind 2018 weer op. Hij voelde zich naar eigen zeggen gediscrimineerd en niet serieus genomen toen hij door de partij werd gevraagd zich kandidaat te stellen voor de Provinciale Statenverkiezingen van maart 2019 maar vervolgens vanwege zijn verleden bij de PVV op een onverkiesbare 21e plaats op de kandidatenlijst werd gezet.